# Liste der Mitglieder des Landtages (Republik Baden) (4. Wahlperiode)
Diese Liste gibt einen Überblick über alle Mitglieder des Landtages der Republik Baden in der 4. Wahlperiode (1929 bis 1933).

## A
- Albert Amann (Zentrum)
- Maximilian Arnold (SPD)
- Adam von Au (WP)

## B
- Theodor Bauer (DVP, seit 1931 DNVP)
- Eugen Baumgartner[1] (Zentrum)
- Anton Bausch (Zentrum)
- Karl Berberich (Zentrum)
- Heinrich Berggötz (EVD)
- Therese Blase (SPD) (1929–1930, verstorben am 2. Mai 1930. Mandatsnachfolger war Karl Wehner)
- Max Bock (KPD)
- Hermann Böning (KPD)
- Heinrich Brixner (DVP)
- Ernst Brühler[1] (DNVP) (1931–1933, eingetreten am 10. Februar 1931 als Nachfolger des Abgeordneten Gustav Habermehl)

## D
- Kaspar Deufel (Zentrum)
- Josef Duffner (Zentrum)
- Hans Gustav Dürr (SPD)

## E
- Wilhelm Eggler (Zentrum)
- Valentin Eichenlaub (Zentrum)
- Josef Engelhardt (Zentrum)
- Philipp Ewald (EVD)

## F
- Konrad Fischer (DDP)
- Kunigunde Fischer (SPD)
- Ernst Föhr[1] (Zentrum)

## G
- Bernhard Gehweiler (SPD) (1929–1932, ausgeschieden am 7. August 1932. Mandatsnachfolger war Julius Helmstädter)
- Friedrich Graf (Zentrum)
- Oskar Graf (SPD)
- Karl Großhans (SPD)

## H
- Franz Haas (Zentrum)
- Gustav Habermehl (DNVP) (1929–1931, ausgeschieden am 4. Februar 1931. Mandatsnachfolger war Ernst Christoph Brühler[1])
- Ernst Friedrich Hagin (BLB)
- Gustav Hartmann (Zentrum)
- Karl Albert Häßler (Zentrum)
- Franz Xaver Heck (Zentrum)
- Josef Heid (SPD)
- Otto Heinzmann (Zentrum)
- Julius Helmstädter (SPD) (1932–1933, eingetreten am 10. November 1932 als Nachfolger des Abgeordneten Bernhard Gehweiler)
- Karl Hermann (WP)
- Fridolin Heurich (Zentrum)
- Anton Hilbert (Christlich-Nationale Bauern- und Landvolkpartei)
- Wolfgang Hoffmann[1] (Zentrum)
- Oskar Hofheinz (DDP)
- Friedrich Honikel (Zentrum)
- Rudolf Horn[1] (DVP)
- Karl Hügle (DDP)

## K
- Edmund Kaufmann[1] (Zentrum)
- Robert Klausmann (KPD)
- Hermann Knorr[1] (SPD) (1932–1933, eingetreten am 10. November 1932 als Nachfolger des Abgeordneten Emil Maier)
- Walter Köhler (NSDAP)
- Ernst Kraft (SPD)
- Herbert Kraft (NSDAP)
- Eugen Kroenlein (EVD) (1931–1933, eingetreten am 3. Februar 1931 als Nachfolger des Abgeordneten Hermann Teutsch)
- August Kuhn (Zentrum)
- Adolf Kühn (Zentrum)
- Heinrich Kurz (SPD)

## L
- Anette Langendorf (KPD)
- Georg Lechleiter (KPD)
- Otto Leers[1] (DDP) (1929–1932, ausgeschieden am 11. April 1932. Mandatsnachfolger war Leopold Neumann)
- Karl Lenz (NSDAP) (1929–1930, ausgeschieden am 29. September 1930. Mandatsnachfolger war Wilhelm Freiherr Marschall von Bieberstein)

## M
- Emil Maier (SPD) (1929–1932, verstorben am 14. August 1932. Mandatsnachfolger war Hermann Knorr[1])
- Wilhelm Freiherr Marschall von Bieberstein (NSDAP) (1930–1933, eingetreten am 20. November 1930 als Nachfolger des Abgeordneten Karl Lenz)
- Philipp Martzloff (SPD)
- Wilhelm Mattes[1] (DVP)	(Am 24. November 1931 übernahm er das Wahlkreismandat Pforzheim des ausgeschiedenen Abgeordneten Eugen Steinel. Auf sein somit frei gewordenes Mandat für Karlsruhe folgte Fritz Nestler)
- Eduard Menth (DVP)
- Franz Merk (NSDAP)

## N
- Fritz Nestler (DVP) (1931–1933, eingetreten am 24. November 1931 als Nachfolger des Abgeordneten Wilhelm Mattes[1])
- Leopold Neumann (DDP) (1932–1933)
- Christian Nußbaum (SPD)

## O
- Otto Osterwald (Zentrum)

## P
- Karl Person[1] (Zentrum)

## R
- Georg Reinbold (SPD)
- Anton Retzbach[1] (Zentrum)
- Johanna Richter (DNVP)
- Maria Rigel (Zentrum)
- Adolf Risch (Zentrum)
- Ernst Rösch (SPD)
- Albert Roth (NSDAP)
- Leopold Rückert (SPD)

## S
- Lambert Schill (Zentrum)
- Otto Heinrich Schmidt (BLB)
- Josef Schmitt[1] (Zentrum)
- Paul Schmitthenner[1] (DNVP)
- Gustav Schneider (Zentrum)
- Josef Schofer[1] (Zentrum) (1929–1930, ausgeschieden am 30. Oktober 1930. Mandatsnachfolger war Wilhelm Schwarz)
- Wilhelm Schwarz (Zentrum) (1930–1933, eingetreten am 20. November 1930 als Nachfolger des Abgeordneten Josef Schofer[1])
- Rudolf Seubert (Zentrum)
- Klara Siebert (Zentrum)
- Josef Spielmann (WP)
- Eugen Steinel (DVP) (1929–1931, ausgeschieden am 24. November 1931. Mandatsnachfolger war Wilhelm Mattes[1])

## T
- Hermann Teutsch (EVD) (1929–1931, ausgeschieden am 31. Januar 1931. Mandatsnachfolger war Eugen Kroenlein)
- Oskar Trinks (SPD)
- Gustav Trunk[1] (Zentrum) (1929–1930, ausgeschieden am 2. Juni 1930. Mandatsnachfolger war Rudolf Ulrich)

## U
- Rudolf Ulrich (Zentrum) (1930–1933, eingetreten am 3. Juni 1930 als Nachfolger des Abgeordneten Gustav Trunk[1])

## W
- Paul Waeldin[1] (DDP)
- Robert Wagner (NSDAP)
- Florian Waldeck[1] (DVP)
- Karl Wehner (SPD) (1930–1933, eingetreten am 13. Mai 1930 als Nachfolger der Abgeordneten Therese Blase)
- Anton Weißmann (SPD)
- Johann Wolfhard[1] (DDP)

## Belege und Anmerkungen
1. 1 2 3 4 5 6 7 8 9 10 11 12 13 14 15 16 17 18 19 20 21 22 23 24  Dieser Mandatsträger ist in den amtlich veröffentlichten Abgeordnetenlisten als promovierter Akademiker ausgewiesen, d. h. dort üblicherweise mit einem vor dem Namen stehenden Doktor-Grad verzeichnet